# Gonzalagunia sagreana
Gonzalagunia sagreana är en måreväxtart som beskrevs av Ignatz Urban. Gonzalagunia sagreana ingår i släktet Gonzalagunia och familjen måreväxter.
Artens utbredningsområde är Kuba. Inga underarter finns listade i Catalogue of Life.